# Crysis
Crysis — компьютерная игра в жанре шутера от первого лица, разработанная немецкой компанией Crytek и изданная Electronic Arts. Первая игра одноимённой серии из трилогии. Crysis был выпущен 13 ноября 2007 года в Северной Америке, 15 ноября в Австралии, 16 ноября в Европе, 23 ноября в Новой Зеландии и 29 ноября в Японии для персональных компьютеров под управлением Windows. 18 сентября 2008 года, почти через год после выпуска, Crysis стал доступен для скачивания через интернет-сервис цифровой дистрибуции Steam.
События Crysis развиваются в вымышленном будущем, в 2020 году, когда на острове около побережья Китая был обнаружен древний инопланетный космический корабль. Однопользовательская кампания предлагает игроку сыграть роль бойца спецотряда United States Delta Force Джейка Данна (англ. Jake Dunn) с позывным Кочевник (англ. Nomad). В распоряжении Номада различное футуристическое оружие и снаряжение, среди которого особую роль играет нанокостюм (англ. Nano Muscle Suit). В Crysis игрок борется с военными северокорейской армии и инопланетными врагами в четырёх различных локациях: в джунглях тропического острова, внутри «Ледяной сферы» (состоящей из тех самых джунглей, только замороженных), непосредственно внутри космического корабля (на котором царит невесомость) и на американском авианосце. Игровой движок Crysis, CryEngine 2, использует API DirectX 10 для рендеринга графики и включает игровой редактор уровней Sandbox 2, который использовала Crytek для создания игры.
5 июня 2008 года было анонсировано дополнение Crysis Warhead. Оно было выпущено 18 сентября 2008 года в розничной продаже и через Steam.
В 2020 году вышло переиздание игры под названием Crysis Remastered для игровых платформ PlayStation 4, Xbox One, Windows и Nintendo Switch.

## Игровой процесс
Crysis развивает основные идеи геймплея прошлой игры Crytek — Far Cry. Действие всё так же происходит в джунглях, и игрок может решить каждую поставленную задачу разными способами.
Одной из главных особенностей геймплея игры является нанокостюм, в который одет главный герой. Кроме защиты тела от ранений, нанокостюм способен распределять свою энергию для придания определённых способностей своему носителю.
В Crysis появилась возможность модифицировать оружие, изменяя его для большей эффективности боя в разных условиях. На оружие можно поставить оптические прицелы, подствольные гранатомёты, глушители, тактические фонари и прочие модификации, которые наиболее подходят под ситуацию.
Сюжет в Crysis полностью линеен, хотя на большинстве уровней имеются некоторые дополнительные миссии и цели, которые необязательны для выполнения.

## Многопользовательский режим
Многопользовательский режим может осуществляться как через Интернет, так и через локальную сеть. В мультиплеере Crysis поддерживается до 32 игроков на карте. Боты в мультиплеере отсутствуют. Есть два различных режима игры: Instant Action (мгновенные действия), являющийся стандартным Deathmatch; и Power Struggle (борьба за власть), где играют две противостоящие команды, каждая из которых пытается разрушить штаб соперника.
Официальный набор мультиплеерных карт, который включает три карты режима Power Struggle и две — режима Instant Action, был выпущен 24 декабря 2007 года под названием Crysis Tournament Map Pack.

## Сюжет
События Crysis разворачиваются в 2020 году, на островах Линшань (англ. Lingshan) в Филиппинском море. Согласно сюжету игры, эти острова уже не первый раз волнуют общественность конфликтами, развивающимися на своей территории.
Согласно сюжету, в КНДР к власти приходит новый лидер Kim Jong Juul, который в 2008 году проводит ряд экономических реформ, приводящих к значительным переменам во всём устройстве страны. Крупные города превращаются фактически в независимые образования со своей рыночной экономикой; Пхеньян становится вторым по значимости центром высоких электронных технологий; приобретаются большие партии передовых военных технологий у Китая. С учётом того, что КНДР обладает ядерным оружием, их статус на политической арене возрастает до невероятных высот.
По достижении таких результатов, первой целью Кореи становится укрепление своих позиций в Тихом океане. Объектом её внимания становится серия небольших островных государств, которые сравнительно легко взять под контроль, среди которых оказывается небольшой остров Линшань, где регистрируется различные тектонические и погодные аномалии.
14 августа 2020 года, по сюжету игры, правительство США приступает к решительным действиям: воспользовавшись ситуацией вокруг терпящего бедствия научно-исследовательского судна «Lusca’s Call», американские военные отправляют спецподразделение «Хищник» (англ. Raptor) в составе пяти бойцов спецотряда Дельта под командованием майора Барнса (позывной «Пророк»). Остальные члены отряда имеют позывные «Ацтек», «Шут», «Псих» и «Номад» («Кочевник» в переводе с англ.; главный герой, полное имя — Джейк Данн). Штаб под командованием адмирала Мориссона базируется на авианосце «Конституция» при поддержке кораблей сопровождения. Вся боевая группа находится в непосредственной близости от острова, но сохраняет безопасную дистанцию, дабы не провоцировать корейцев. Полевым командиром армии десанта назначается майор Стриклэнд. Первичная цель операции характеризуется как «найти и спасти» членов экспедиции Розенталя, основываясь на координатах сигнала с судна «Lusca’s Call».
С этого момента начинается сама игра.

#### Contact (Контакт)
Начало игры. Высадка осуществляется с борта военно-грузового самолёта на парашютах с высоты в 8 тысяч метров над землёй. Однако она проходит не слишком гладко, ещё в воздухе группа «Хищник» сталкивается с неопознанным летающим объектом и беспорядочно приземляется по побережью. Ацтек приземляется в рощу и, запутавшись стропами парашюта в ветках, просит о помощи. Номад, выживший при падении в воду, и Шут отправляются его спасать. Внезапно джунгли прорезает резкий звук криков, выстрелов и странных механических звуков. Выйдя к их источнику, Номад и Шут обнаруживают четырёх мёртвых корейцев и мёртвого Ацтека, повисшего на стропах парашюта. Пророк дистанционно активирует самоликвидацию нанокостюма Ацтека, дабы не дать корейцам исследовать нанокостюм и перехватить технологию. Позже бойцы отряда «Хищник» находят корабль «Lusca’s Call», покрытый льдом и находящийся в нескольких километрах от ближайшего водоёма. Там на группу нападает боевой робот инопланетян, хватает Шута и уносит его с собой.

#### Recovery (Восстановление)
Оставшиеся бойцы отряда находят изувеченное тело Шута недалеко от корабля и лагеря корейцев. Ещё возле замороженного корабля становится известно о существовании некого раскопа, где работала экспедиция, и о том, что одного заложника держат в деревне, занятой войсками, неподалёку. Номад с Психом пробираются в деревню и освобождают заложницу. Заложница, девушка азиатской внешности, оказывается агентом ЦРУ и рассказывает, что они не посылали сигнала с судна «Lusca’s Call»; более того, она вообще не знает, что с ним случилось. Также она рассказывает о смерти одного из членов экспедиции (Бадовски — позже игрок находит его вмёрзший труп в джунглях) и подтверждает, что остальных держат на раскопке. Псих отправляется сопровождать заложницу в зону эвакуации, а Пророк с Номадом идут к раскопу.

#### Relic (Реликвия)
По дороге к пункту назначения совершается очередное нападение инопланетного робота, который утаскивает Пророка в неизвестном направлении. Номад считает его погибшим и сообщает об этом в штаб, а сам продолжает выполнять задание под руководством майора Стриклэнда. По прибытии на раскопки он находит лишь одного доктора Розенталя, продолжающего изучать «Артефакт», который является точной копией того инопланетного робота, который напал на отряд «Хищник». Доктор Розенталь по сеансу видеосвязи пытается убедить генерала Кхона (командующего корейскими войсками на острове) не совершать поспешных действий относительно «Храма». Однако тот, ссылаясь на усилившееся внимание США к данному делу, приказывает увеличить скорость работ. Номаду же Розенталь сообщает о том, что остальные члены экспедиции находятся на работах в «Храме». Внезапно «Артефакт» оживает, загорается ярко-синим свечением и включает систему самоуничтожения, в результате которой всё главное помещение раскопа резко охлаждается почти до температуры абсолютного нуля (-272,15 С). Доктор Розенталь погибает, а Номада спасает его нанокостюм.
Из Штаба Номаду сообщают о том, что правительство США имеет виды на этот остров и чтобы тот пробирался в точку эвакуации, где его подберёт VTOL (англ. Vertical Take-Off and Landing — Самолёт вертикального взлёта и посадки). Номад должен присоединиться к операции «вторжения» на остров.

#### Assault (Штурм)
На борту VTOL’а Номад встречается с Психом, уже доставившим заложницу на «Конституцию».
Вторжение армии США проходит не самым лучшим образом, однако вовремя скоординировав действия основных сил со спецгруппой «Хищник», им всё же удаётся занять гавань и потопить корейский крейсер. На VTOL’ах прибывают основные силы вторжения и бронетехника вместе с майором Стриклэндом. Психу Стриклэнд даёт особое задание и отправляет его в помощь группе Альфа.

#### Onslaught (Резня)
Американские войска при поддержке бронетехники и авиации прорываются к подножью горы, где располагается штаб войск КНДР, генерал Кхон и сам «Храм». Добравшись почти к самому подножью горы, Номад замечает, как в гору начали бить молнии, сопровождаемые сильными подземными толчками, частичным обрушением горной породы и неестественными механическими звуками. Из самой горы несколько раз вылетают роботы и атакуют корейцев.

#### Awakening (Пробуждение)
Основные войска отстают от Номада, посему в шахты, ведущие к «Храму», он спускается один, а небольшой отряд десантников остаётся охранять вход. У самого «Храма» Номад попадается в ловушку к корейскому спецназу в нанокостюмах и лично генералу Кхону. Тот уже догадался, что это не просто храм, а нечто большее — «нескончаемый источник энергии», как он полагает; и он не допустит, чтобы этот источник достался американцам. Кхон заставляет оставшихся членов экспедиции, среди которых есть и Елена Розенталь, начать цепную реакцию, способную запустить «храм/источник». Толчком к такой реакции должен послужить направленный взрыв тактического заряда у входа в «храм/источник». Елена уговаривает Кхона не делать этого, но тщетно, — заряд взрывают. Начинаются сильные электромагнитные возмущения, в результате которых погибают все, кроме Елены, Номада и Кхона, которого Номад впоследствии убивает. Начавшаяся реакция приводит в движение всю толщу горы, и пещера с «храмом» начинает обрушиваться. Елену всё же успевает подобрать вовремя прилетевший VTOL, а Номада заваливает. Оправившись, он решает продвигаться вглубь горы через образовавшийся в «Храме» проход.

#### Core (Центр)
Вскоре Номад понимает, что это был вовсе никакой не «храм», и не «нескончаемый источник энергии», а корабль пришельцев, внутри которого не действует гравитация и царит очень низкая температура, около −200 °F (-129 ° С). Там он встречает желеподобных инопланетян с весьма специфическим строением тела и манерой передвижения (отсутствие гравитации напрямую повлияло на их развитие). Путешествуя по кораблю, он записывает всё на встроенную в костюм аудио-видеокамеру и собирает немало полезных сведений, в частности о готовящемся вторжении инопланетян. Оно начинается, когда Номад уже находится у самого выхода.
Уровень «Core» был включён русскоязычным игровым журналом «Игромания» в десятку лучших игровых моментов 2007 года и занял в списке третье место, уступив первые два места моментам из игр Call of Duty 4 и BioShock. Журналисты так прокомментировали данный уровень: «Вот уже три часа вы носитесь по sandbox-джунглям, всё это начинает изрядно утомлять. И тут игра неожиданно помещает вас внутрь огромной скалы, которая на самом деле никакая не скала, а база пришельцев. Где к тому же не работает гравитация. Два часа чистого концентрированного восторга».

#### Paradise Lost (Потерянный рай)
Выбравшись, Номад обнаруживает оледеневшие, покрытые снегом джунгли. Выйдя на связь, Стриклэнд рассказывает, что гору/корабль пришельцев окружает какая-то ледяная сфера, из которой часто вылетают неопознанные летающие объекты и атакуют войска. Он также сообщает о том, что войска США уходят с острова и что Номаду тоже следует убираться из сферы в зону эвакуации. Температура в сфере, по приблизительной оценке, около −200 °F (-129 ° С), выжить без костюма там нельзя. У остатков одной из насмерть замёрзших групп морпехов Номад встречается с Пророком, необъяснимым образом оставшимся в живых, да ещё и с модифицированным инопланетным оружием в руках. Однако костюм Пророка был сильно повреждён в бою. Вместе они выбираются из сферы через мост и присоединяются к выжившей группе морских пехотинцев, которая расположилась возле внешнего края «Ледяной сферы» сразу за мостом.

#### Exodus (Исход)
Связавшись по рации со Стриклэндом, морпехи и Номад с Пророком получают приказ отступать к побережью. Во время езды на джипах из-за постоянных атак инопланетных роботов гибнут все морские пехотинцы, а выжившие Номад и Пророк становятся свидетелями аварии VTOL’а с Еленой на борту.
Вытащив Елену из-под обломков под вражеским огнём, Пророк вместе с Еленой улетают на эвакуационном VTOL’е, а Номад и прибывший отряд морских пехотинцев остаются их прикрывать. Номад отправляется на основную базу американских морпехов на острове, где встречается с майором Стриклэндом. Здесь, под непрерывным вражеским огнём, происходит эвакуация остатков американских войск с острова. Номад улетает на последнем эвакуационном VTOL’е, а майор Стриклэнд остаётся и погибает, пытаясь задержать огромного инопланетного робота-паука, рвущегося уничтожить спасательные VTOL’ы.

#### Ascension (Вознесение)
Во время полёта Номада на VTOL’е происходит атака инопланетян, и Номад заменяет погибшего пилота. Пилотируя повреждённый VTOL, Номад исполняет приказы командира авиазвена и улетает на «Конституцию».
Во время полёта Номад становится свидетелем драматичного отступления войск США с острова, которое проходит в хаосе и панике: некоторых забывают, некоторыми жертвуют, некоторых элементарно бросают.

#### Reckoning (Расчёт)
На авианосце «Конституция» Номад встречает Психа, доставившего на авианосец одного из роботов-пришельцев. Елена Розенталь рассказывает, что механизмы пришельцев питаются энергией из любых источников, будь то молния или атомный взрыв. Также Елена сообщает, что инопланетные машины (не сами пришельцы) общаются посредством электронных сигналов, и ей удалось выявить сигнал, который они издают при подзарядке, — он предохраняет их от перегрузки.
Номад отправляется в технический отсек, где встречается с Пророком. Там же Елена устанавливает на нанокостюм Номада имитатор сигнала пришельцев, но с обратной полярностью, который должен нарушать работу инопланетных механизмов. Псих выражает недоверие к Пророку, а особенно к его способности использовать оружие пришельцев, недоступной другим.
Запись Номада, сделанная на корабле пришельцев, вызывает сильный интерес командования. Адмирал Моррисон посвящает Номада в детали операции, ранее являвшиеся секретными. Военные решают нанести ядерный удар по сфере, против чего возражает Елена Розенталь. Моррисон всё же приказывает нанести удар, ссылаясь на высшее командование. В это время Пророк выкрадывает один из VTOL’ов и улетает с авианосца в направлении сферы.
Результатом ядерного взрыва становится не уничтожение, а увеличение сферы, а также бурное распространение инопланетных роботов по всем направлениям, первый удар которого принимает на себя боевая группа «Конституции». В ходе битвы ценой потопления авианосца уничтожается большой корабль пришельцев. Псих, Номад и Елена выживают (не в последнюю очередь благодаря работе имитатора сигнала) и отправляются обратно на остров на поиски Пророка. На этом игра заканчивается.

## Разработка

### Этимология названия игры
Слова «crysis» в английском языке не существует. Однако оно ассоциируется со словом «crisis» — «кризис».
Исполнительный директор и основатель Crytek Джеват Ерли (англ. Cevat Yerli) в интервью с журналистами «Видеомании», видеоприложением российского журнала «Игромания», на вопрос о происхождении названия игры ответил следующее:
Мы с братьями решили, что в названии нашей второй игры обязательно должно содержаться «cry». Обязательно. Это вроде как наша торговая марка. Может, кому-то это покажется смешным, но игру Crytek всегда можно будет узнать по названию. Ну и вообще, к чему приводит вторжение пришельцев: к страху, ужасу, разрушениям. Как это назвать одним словом — кризис, отсюда — Crysis. Вообще-то название пришло в голову и нам, и работникам маркетингового отдела Electronic Arts, из-за этого мы даже хотели отказаться от названия, как от слишком очевидного, но потом подумали и решили, что лучшего именно нам для нового проекта не найти. Вообще, идеальное название, иначе как кризисом, творящееся в игре, не назовёшь.

### Хронология разработки игры
Первое упоминание о разработке Crysis датируется 23 июля 2004 года, когда между Electronic Arts и Crytek было подписано соглашение о сотрудничестве и о том, что EA будет издателем нового тогда ещё неанонсированного франчайза от Crytek. «Германский разработчик создаст полностью новый игровой франчайз для ПК, который будет основан на новой интеллектуальной собственности», — говорится в пресс-релизе.
23 января 2006 года компания Crytek официально анонсировала свою вторую коммерческую компьютерную игру — Crysis. Тогда же стало известно о том, что Crysis будет основан на новом игровом движке от Crytek — CryEngine 2.
Вместе с анонсом стали известны основа сюжета, характерные геймплейные особенности игры, включая нанокостюм, информация о мультиплеере, технологические особенности и планируемые системные требования игры. Первоначальная дата выхода была запланирована на конец 2006 года.
В марте 2006 года было объявлено о том, что из-за сдвига даты выпуска Windows Vista на январь 2007 года дата выхода Crysis соответственно также сдвигается на начало 2007 года.
В апреле 2006 года Crytek и Electronic Arts в Лондоне провели закрытую демонстрацию Crysis для игровых журналистов, куда также были приглашены сотрудники российского журнала «Игромания».
23 мая 2006 года игра Crysis была продемонстрирована на выставке E3 2006, где завоевала множество наград и призов.
1 августа 2007 года Crysis демонстрировался на выставке E3 2007, где от игровых критиков ему была присуждена награда «Лучшая ПК-игра». После E3 издатель Electronic Arts объявил точную дату выхода игры — 16 ноября 2007 года.
27 августа 2007 года на выставке Games Convention 2007 Crysis завоевал несколько наград, включая основную награду выставки — «Лучшая игра на Games Convention» в категории «Игры для ПК».
На раннем этапе разработки игры, когда ещё не был готов ни движок, ни игровой контент, Crytek запросила в Electronic Arts визуальный концептуальный бенчмарк, который бы демонстрировал игру и показывал её основные особенности и возможности. Создание данного видео было поручено известной компании Blur Studio, специализировавшейся на создании компьютерной анимации и спецэффектов к кинофильмам и игровым роликам. Готовое видео, которое удовлетворяло требованиям Crytek, получило название «Core-X» и распространялось на бонусном диске, вошедшем в состав коллекционного издания игры.

### Вырезанные объекты и моменты
Благодаря дизайн-документу со сценарием игры, найденному в предрелизной демоверсии, многочисленным видеороликам, превью (предобзорам), а также выпущенному фильму «The Making of Crysis» (с англ. — «Создание Crysis») можно частично описать всё то, что по неизвестным причинам не вошло в финальную версию игры.
В окончательной версии игры изменена последовательность развития сюжета. Игровой сюжет должен был условно делиться на три части. Первая часть — война в джунглях с северокорейцами и активизация пришельцев; вторая часть — инцидент на авианосце; третья часть — события на корабле пришельцев. Более того, в игре должен был быть частично нелинейный сюжет. Предполагалось, что в сюжете игры будут вовлечены китайские войска.
Изначально предполагалось, что действие игры будет проходить на островах Спратли, которые находятся в Южно-Китайском море и состоят из около 100 мелких островов. Данные острова в действительности имеют напряжённую политическую обстановку, так как их территория оспаривается сразу шестью государствами: Китаем, Тайванем, Вьетнамом, Малайзией, Филиппинами и Брунеем. Однако в финальной версии игры действие происходит на вымышленных островах Лингшан, которые находятся в Филиппинском море.
Сам геймплей игры должен был быть иным, согласно ранним предобзорам. Напарники протагониста должны были погибать не согласно скриптам и поворотам сюжета, а в зависимости от игровой ситуации и действий протагониста. Они должны были обладать «адаптационным искусственным интеллектом». Это заключается в том, что боевые товарищи должны повторять тактические действия и поведение игрока. Если, например, игрок атакует базу врага, то и сослуживцы делают то же самое без специальных команд, данных им. Если протагонист ведёт игру в режиме «стелс», использует режим невидимости и оружейные глушители, то и напарники должны повторять эти действия и стиль игры протагониста самостоятельно, без каких-либо указаний со стороны игрока. Если же напарник погибал во время игры, то потом он не «воскресал» и не восстанавливался. Более того, смерть напарников, согласно ранним превью, могла изменить развитие сюжета.
В «режиме силы» протагонист должен был иметь возможность вырывать стационарные пулемёты и пользоваться ими. Планировалось, что в игре будут присутствовать такие природные катаклизмы, как смерчи, торнадо и землетрясения. И хотя в конечной версии игры присутствуют большинство вышеназванных катаклизмов, они реализованы далеко не полностью и не так, как планировалось. В редакторе уровней Sandbox 2, который поставляется вместе с игрой, все эти природные эффекты имеют «полную» функциональность, недоступную в игре.

### Бета-версия
Изначально Crytek запустила закрытое многопользовательское бета-тестирование игры и предоставляла некоторым игровым журналистам возможность участвовать в нём.
В начале октября 2007 года началось открытое многопользовательское бета-тестирование Crysis. Ключи предоставлялись бесплатно на сайте FilePlanet.com зарегистрированным участникам.

### Продажи, взломы и бюджет игры
Согласно агентству NPD Group, за первые 18 дней продаж с момента официального релиза Crysis на территории США разошёлся тиражом в 86 633 копии. 1 февраля 2008 года во время конференции EA Q3 2008 Earnings Conference Call было заявлено, что во всём мире продано более 1 миллиона копий игры Crysis в финансовом квартале. Также Crysis некоторое время находился в десятке самых продаваемых компьютерных игр, а среди игр для PC находился на первых местах.
27 июня 2008 года количество проданных копий игры превысило 1,5 миллиона экземпляров.
В середине января 2009 года компания NPD Group подготовила отчёт о самых продаваемых ПК-играх за весь 2008 год на территории США. В этом списке Crysis заняла 17-е место.
19 августа 2008 года стал известен бюджет Crysis. На конференции «Games Convention Developers Conference», которая предшествует Games Convention и является конференцией для разработчиков игр, Джеват Ерли в своём докладе упомянул бюджет Crysis, который составил 15 млн евро (22 млн долларов по курсу того времени). Он также добавил: «Если б игра не была прибыльной, я бы не смог стоять здесь».
14 февраля 2008 года англоязычный сайт Fudzilla опубликовал заметку, согласно которой американская компания nVidia потратила от 4 до 5 млн долларов на Crysis. Согласно Fudzilla, nVidia не дала эти деньги разработчику, но потратила их на маркетинг игры, особенно на различные игровые общественные мероприятия, где демонстрировалась игра. Официально данные сведения не были подтверждены или опровергнуты ни nVidia, ни Crytek.
4 января 2011 года в Интернет попала презентация под названием «CryEngine 3 — The next generation of interactive entertainment and real-time 3D technologies» под авторством Авни Ерли и датированная 26 мая 2010 года. Данная презентация была предназначена для привлечения внимания потенциальных инвесторов к Crytek и содержала ранее неопубликованные финансовые данные компании. В частности, содержалась информация о суммарных продажах всех выпущенных к этому времени игр Crytek. Согласно данной презентации, на момент её публикации продажи Crysis превысили 3 миллиона копий по всему миру, что подтверждает сообщение PC Gamer UK в июле 2008 года.

### Пакеты карт

#### Crysis Tournament Map Pack
24 декабря 2007 года Crytek выпустила Crysis Tournament Map Pack — набор карт для мультиплеера.

#### Crysis Community Mappack #1
23 апреля 2008 года сообщество портала CryMod.com совместно с немецким игровым кланом [00] — Die Doppelnullen выпустило пакет из десяти многопользовательских карт под названием Crysis Community Mappack #1 — Welcome To The Jungle. В этом пакете 5 карт предназначены для режима Power Struggle, остальные пять — для Instant Action. Часть карт является переработанными картами, включёнными в игру и Tournament Map Pack, некоторые являются картами для Far Cry, адаптированными для Crysis, а некоторые являются полностью новыми. Crysis Community Mappack #1 — первый «полуофициальный» пакет карт, который был поддержан разработчиком. Список карт:
- Instant Action
- Power Struggle

#### King of the Hill
24 мая 2008 года менеджер по связи с общественностью Crytek — c4Te, совместно с игровым кланом 00 — Die Doppelnullen выпустили второй «полуофициальный» пакет мультиплеерных карт для Crysis — [00] King of the Hill Map Pack #1 (KotH). В этот пакет вошли только карты, предназначенные для режима PowerStruggle. Список карт:

### Crysis Mod SDK
Crysis Mod SDK — набор дополнительных инструментов для создания пользовательских модификаций к Crysis. Crysis Mod SDK расширяет возможности редактора уровней Sandbox 2.
Выпуск Crysis Mod SDK версии 1.0 состоялся 22 февраля 2008 года.
Первая версия имеет в своём составе инструментальные средства и примеры, которые необходимы моддерам, чтобы экспортировать их собственные объекты в редактор Sandbox2, который позволяет им создавать законченные новые уровни и модификации.
7 марта 2008 года, на следующий день после выхода патча 1.2 к игре Crysis, был выпущен Crysis Mod SDK версии 1.2. Версия 1.2 является вторым выпуском (версия 1.1 отсутствует), поддерживает патч 1.2 к Crysis и включает исходный код игры. С этим кодом возможно импортировать собственные функциональные возможности и особенности в игру. Также был переделан инсталлятор для устранения некоторых проблем и увеличения комфортабельности всего процесса установки. Среди новшеств был добавлен плагин для поддержки XSI и проведены другие оптимизации.
В состав Crysis Mod SDK входят программный инструментарий, специальные игровые объекты (отсутствующие в Crysis), базовые справочные материалы и модификация «SDK_Mod», включающая уровень «Nanosuit Playground» и являющаяся примером для пользователей SDK.
Программный инструментарий состоит из компилятора ресурсов, программы «PolyBump» в отдельном виде и в виде плагина к 3DS Max (версий 8, 9 и 2008), инструментария FMOD (работа со звуком), модулей CryExport для 3DS Max (версий 8, 9 и 2008) и CryTIFF для Adobe Photoshop, а также содержит набор инструментов для 3DS Max по работе с риггингом, анимацией и художественным наполнением.
Набор специальных игровых объектов включал новые высокополигональные модели и сценарии для джипа HMMWV и танка Абрамс. В справочных материалах присутствовали игровые объекты и ассеты, направленные на обучение пользователей ключевым элементам игры: типовые модели персонажей и их частей тел, модели оружия, техники, растительности, архитектурных строений и прочие.

### Intel Crysis Mapping Contest
Intel Crysis Mapping Contest (далее — ICMC) — конкурс, проведённый компанией Crytek при поддержке компании Intel, цель которого состояла в проведении соревнования моддеров на создание лучшей мультиплеерной (многопользовательской) или синглплеерной (одиночной) карты для игры Crysis. Конкурс проводился на официальном сайте поддержки Crysis CryMod.com; для него разработчики выделили отдельный домен icmc.crymod.com.
Конкурс ICMC начался 15 января 2008 года.
Участвовать в конкурсе мог любой желающий независимо от места жительства. Для участия необходимо было загрузить на сайт CryMod.com созданную карту. Также необходимым условием конкурса было наличие в номинируемой карте официальных логотипов компании Intel.
Было проведено пять этапов оценки созданных карт, в результате которых отсеивались худшие работы.
При этом отдельно оценивались мультиплеерные и синглплеерные карты. Мультиплеерные карты оценивались по четырём параметрам: видимость логотипа Intel (англ. Intel® logo visibility), развлечение и геймплей (англ. Fun and gameplay), креативность (англ. Creativity) и «Лучший уровень в режиме „Instant Action“ для киберспортивных соревнований» (англ. Best InstantAction E-Sport level). Синглплеерные карты также оценивались по четырём параметрам, которые, однако, были несколько иными, чем для мультиплеера: производительность и видимость логотипа Intel (англ. Intel® Performance and Visibility), развлечение и геймплей (англ. Fun and gameplay), креативность (англ. Creativity) и лучшие катсцены (англ. Best Cutscene).
9 мая 2008 года были оглашены лучшие мультиплеерные карты-победительницы, их разработчикам были вручены призы.
29 июля 2008 года Crytek скомпоновала 20 лучших мультиплеерных карт в инсталлируемый пакет карт «Intel/Crysis Mapping Contest Multiplayer Map Pack».
18 июня 2008 года закончился приём однопользовательских работ участников и началось оценочное голосование этих карт. Карты мог оценить каждый желающий, для этого необходимо зарегистрироваться на сайте CryMod.com. 1 июля 2008 года голосование было закрыто.
16 июля 2008 года были оглашены лучшие синглплеерные карты-победительницы, их разработчикам были вручены призы.
30 сентября 2008 года Crytek, как и в случае с мультиплеерными картами, скомпоновала 11 лучших одиночных карт в инсталлируемый пакет карт «Intel / Crysis Mapping Contest Singleplayer Map Pack».

### Игровой движок
| Системные требования    | Системные требования                                                                        | Системные требования                                      |
| ----------------------- | ------------------------------------------------------------------------------------------- | --------------------------------------------------------- |
|                         | Минимальные                                                                                 | Рекомендуемые                                             |
| Windows XP              |                                                                                             |                                                           |
| ОС                      | Microsoft Windows XP SP2 (32- или 64-битная)                                                | Microsoft Windows XP SP2 (32- или 64-битная)              |
| ЦПУ                     | 2.8 ГГц или больше (Intel Pentium 4 2.8 ГГц, Intel Core 2.0 ГГц, AMD Athlon 2800+)          | Intel Core 2 Duo 2.2ГГц или AMD Athlon 64 X2 4400+ и выше |
| Объём ОЗУ               | 1.0 ГБ                                                                                      | 2.0 ГБ                                                    |
| Место на диске          | 12 ГБ                                                                                       | 12 ГБ                                                     |
| Информационный носитель | DVD Double-Layer, Steam                                                                     | DVD Double-Layer, Steam                                   |
| Видеокарта              | минимум 256 МБ видеопамяти; NVIDIA GeForce 6800 GT или лучше, ATI Radeon 9800 Pro или лучше | NVIDIA GeForce 8800 GTS 640 МБ или подобная ей            |
| Звуковая плата          | DirectX 9.0c-совместимая                                                                    | DirectX 9.0c-совместимая                                  |
| Устройства ввода        | клавиатура, компьютерная мышь                                                               | клавиатура, компьютерная мышь, контроллер Xbox 360        |
| Windows Vista           |                                                                                             |                                                           |
| ОС                      | Microsoft Windows Vista (32- или 64-битная)                                                 | Microsoft Windows Vista (32- или 64-битная)               |
| ЦПУ                     | 3.2 ГГц или больше (Intel Pentium 4 3.2 ГГц, Intel Core 2.2 ГГц, AMD Athlon 3200+)          | Intel Core 2 Duo 2.2ГГц или AMD Athlon 64 X2 4400+ и выше |
| Объём ОЗУ               | 1.5 ГБ                                                                                      | 2.0 ГБ                                                    |
| Место на диске          | 12 ГБ                                                                                       | 12 ГБ                                                     |
| Информационный носитель | DVD Double-Layer, Steam                                                                     | DVD Double-Layer, Steam                                   |
| Видеокарта              | минимум 256 МБ видеопамяти; NVIDIA GeForce 6800 GT или лучше, ATI Radeon X800 Pro или лучше | NVIDIA GeForce 8800 GTS 640 МБ или подобная ей            |
| Звуковая плата          | DirectX 9.0c-совместимая                                                                    | DirectX 9.0c-совместимая                                  |
| Устройства ввода        | клавиатура, компьютерная мышь                                                               | клавиатура, компьютерная мышь, контроллер Xbox 360        |

Crysis использует новый игровой движок — CryEngine 2, — который является преемником CryEngine, использовавшимся в игре Far Cry. CryEngine 2 — один из первых движков, которые используют Direct3D10 (графический подраздел DirectX 10), однако он также поддерживает DirectX 9 как на Windows Vista, так и на Windows XP.
Рой Тейлор (англ. Roy Taylor), вице-президент Отдела отношений по информационному наполнению в NVIDIA, говорил на предмет сложности движка, заявляя, что в Crysis есть более чем миллион строк программного кода, 1 ГБ текстурных данных и 85 000 шейдеров.
Вскоре после выпуска демонстрационной версии игры некоторые энтузиасты подметили, что, редактируя файлы конфигурации, большинство «очень высоких» параметров настройки графики (обычно зарезервированных только для DX10 и, соответственно, Windows Vista) можно активировать и под DX9 и Windows XP . «Очень высокий» графический режим DX9 выглядит почти идентичным режиму DX10, но с определёнными графическими особенностями, которые невозможно правильно воспроизвести под DX9. К ним относится, например, размытость изображения движущегося объекта (англ. Object Motion Blur).

### Редактор Sandbox 2
Crysis содержит редактор Sandbox 2, очень похожий на Sandbox 1, использовавшийся в Far Cry. С помощью Sandbox 2 возможно создавать новые и редактировать имеющиеся игровые уровни. Поддерживается создание как однопользовательских, так и многопользовательских карт. Sandbox 2 позволяет игроку легко создавать его собственные уровни, видя всё в режиме реального времени и в пределах редактора. Игрок также может перейти в карту, над которой работает, в любое время и проверить её. Crytek также использовала Sandbox 2 для создания игры.
Как заявлено в руководстве, сопровождающем Sandbox 2, Windows XP Professional x64 Edition и Windows Vista x64 Edition являются единственными операционными системами, которые официально поддерживаются редактором. По словам Crytek, использование 32-битных систем может привести к нестабильной работе программы. Это связано с низким количеством доступной виртуальной памяти — не более 2 ГБ на один процесс.
Для расширения возможностей редактора Crytek выпустила Crysis Mod SDK.

## Выпуск

### Демоверсия
27 августа 2007 года Crytek объявила, что однопользовательская демонстрационная версия будет выпущена 25 сентября, однако дата была отодвинута до 26 октября. В демоверсии присутствовал почти весь первый уровень одиночной кампании «Contact», мультиплеерная карта «Shore», а также редактор Sandbox 2. Демоверсия имела размер 1.8 ГБ и поддерживала как DX9, так и DX10.
26 октября Crytek объявила, что демонстрационная версия снова откладывается минимум на 1 день и выпустила её 27 октября.
Однако, из-за ошибки скачать демоверсию непосредственно с серверов Electronic Arts можно было ранее запланированного срока.

### Выход игры
30 октября 2007 года Crysis был отправлен в тиражирование (на золото).
Crysis был выпущен 13 ноября 2007 года в Северной Америке, 15 ноября в Австралии, 16 ноября в Европе, 23 ноября в Новой Зеландии и 29 ноября в Японии.
12 сентября 2008 года компании Crytek и Valve анонсировали своё решение о том, чтобы выпустить игры Crysis и его дополнение Crysis Warhead (вместе с Crysis Wars) через интернет-сервис цифровой дистрибуции Steam. Возможность предзаказа этих игр стала доступна в этот же день. Игры стали доступны для скачивания уже 18 сентября 2008 года.

### Специальное издание
Специальное коллекционное издание Crysis, с которым поставляются три диска, содержит:
- железную упаковку «Steelbook box» (недоступна в американской версии игры);
- DVD с игрой Crysis;
- Бонус-DVD (англ. Crysis Bonus Content DVD), в который входит:
  - короткометражные фильмы «Making of Crysis» и «Meet the Developers»;
  - начальное концепт-видео Crysis;
  - дополнительные «ключевые трейлеры»;
  - показ изменений в художественных и концептуальных работах во время разработки;
  - скриншоты в высоком разрешении;
  - (англ. Storyboards);
- CD с оригинальным саундтреком от композитора Инона Зура;
- 28-страничное руководство к игре;
- книга с концепт-артами на 16 страниц;
- эксклюзивное транспортное средство — бронетранспортёр-амфибию (доступна в многопользовательском режиме)[102][103].

### Выпуск на игровых приставках
Несмотря на заявленную эксклюзивность игры Crysis для персональных компьютеров, через некоторое время после релиза игры стали появляться новости о выходе игры на консолях, предположительно PlayStation 3 и Xbox 360

. Более того, известно, что консольная версия игры будет включать примерно 50 % новых материалов, которые впоследствии войдут в Crysis 2. Ни разработчики, ни издатели эти слухи не прокомментировали.

29 апреля 2008 года Джеват Ерли в интервью популярному игровому журналу PC Play официально заявил, что Crytek отказывается от разработки эксклюзивов на PC. Однако в этом же интервью перед ним поставили вопрос о выходе консольной версии Crysis:
Вопрос: Вы подтвердили, что невозможно заставить работать Crysis на консолях, однако ходят постоянные слухи, что его портирование неизбежно. Можете ли Вы нам, нашим читателям и игровой индустрии в целом дать окончательный ответ на этот вопрос? Crysis будет портирован на консоли?

Ответ: Crysis на консолях действительно невозможен. Чтобы перенести Crysis на Xbox 360 или Playstation 3, его необходимо в значительной степени изменить. Crysis был спроектирован и разработан для того, чтобы быть исключительно ПК-эксклюзивом. Наша внутренняя цель не состоит в перенесении Crysis на консоли.
9 сентября 2011 года Crytek объявила о том, что Crysis прибудет на сервисы PSN и Xbox Live уже в октябре этого года.
Несмотря на заявление разработчика о «невозможности Crysis на консолях», 4 октября 2011 года Crysis 1 всё-таки портировали на приставки, выпустив его на оптимизированном движке от второй части (CryEngine 3). С этого момента игра как таковая перестала быть PC-эксклюзивом, правда, не по части графики. И хотя разработчики и попытались перенести многие аспекты графики изначальной PC-версии на консольные версии, дополнив её новой технологией освещения и улучшенным HDR, присущие движку CryEngine 3, а также более выраженной Parallax occlusion mapping, но, тем не менее, урезанию подверглись: дальность прорисовки (LOD), плотность травы, чёткость текстур, геометрия, ширина поля зрения (FOV), натуральность освещения (в угоду его эффектности), плавность текстур (один из примеров — их мерцание на водной поверхности в консольной версии), разрешение (PC-версия может идти на разрешении 2560x1440 и выше, тогда как разрешение консольных версий всего лишь 1152x720 для XBOX360 и 1024x720 для PS3), сглаживание (для консолей его нет, тогда как на PC оно доступно вплоть до High-End сглаживания уровня 8xSSAA, сглаживающего в том числе листву), тени (на консолях они более гранулированные). Помимо прочего, на PC-версии Crysis можно использовать графические модификации, ещё более значительно повышающие визуальное качество — что недоступно на консолях.

## Саундтрек
Саундтрек к Crysis был создан композитором Иноном Зуром. Сначала он был доступен только в составе специального издания. Однако с 29 января начались онлайновые продажи саундтрека в онлайн-магазине iTunes Store, а также на сайте Sumthing Digital. Также саундтрек доступен в розничной продаже под лейблом Sumthing Else Music Works (номер в каталоге: EAE08805903D2).
В Crysis нет фиксированного списка композиций, так как используется динамическая музыка. В отличие от множества игровых компаний, Crytek не зашифровала свою музыку, а просто заархивировала все треки в отдельный файл, который является простым ZIP-архивом. В интервью с композитором стали известны факты о времени работы над саундтреком и проделанном объёме работ. Для игры и роликов было написано приблизительно 90-100 минут музыки, на создание которой ушло около года.
В записи саундтрека принимал участие Северо-западный Симфонический Оркестр (англ. Northwest Sinfonia Orchestra) в Сиэтле. Дирижёром оркестра был Саймон Джеймс (англ. Simon James), а оркестровой обработкой занимался Пол Тейлор (англ. Paul Taylor).
Процессом микширования, сведения и продюсирования саундтрека занимался Дори Амарилио (англ. Dori Amarilio). Рид Радди (англ. Reed Ruddy) был звукоинженером. Запись саундтрека проводилась в Сиэтле, на студии «London Bridge Studios».
«Способность Инона Зура описать сложную ситуацию через музыку является сверхъестественной, — заявил Джозеф Зайонк (англ. Joseph Zajonc), аудиодиректор в Crytek. — Он захватывает взаимоотношения между людьми и внутренние конфликты и предоставляет музыкальную поддержку для этих сценариев с чувствительностью и уверенностью в своих композициях».
В конкурсе «Лучшие 36 саундтреков 2007 года», который проводился сайтом Game-OST, Crysis Special Edition Soundtrack занял предпоследнее, 35-е место.
На выставке Games Convention 2008, которая проводилась в Лейпциге, 20 августа 2008 года проходил концерт с участием Crytek, на котором присутствовали некоторые саундтреки из игры.
Список композиций:
1. By a Thread — 1:31
2. First Light — 3:25
3. Terminal — 4:06
4. The Nexus — 3:18
5. Infiltration — 3:09
6. Sometimes You Lose — 1:42
7. Legion — 3:05
8. Strickland’s March — 2:53
9. Reactor — 2:51
10. Grave Danger — 3:37
11. Trespass — 3:21
12. Knee Deep — 2:39
13. Loss of Pressure — 2:32
14. Shotgun — 3:08
15. Guardians — 4:35
16. Undercurrent — 3:07
17. Sometimes You Win — 1:45
18. Gaining Ground, Losing Time — 2:57
19. Only a Way In — 2:31
20. Scavengers — 3:34
21. Prophet’s Bridge — 3:14
22. Pyrrhic Victory — 1:38

## Отзывы и критика

### Рецензии игры в зарубежной прессе
| Сводный рейтинг       | Сводный рейтинг                        |
| Агрегатор             | Оценка                                 |
| --------------------- | -------------------------------------- |
| GameRankings          | ПК: 90,23 % X360: 83,98 % PS3: 80,90 % |
| Metacritic            | 91 % (56 обзоров)                      |
| MobyRank              | 89/100 (84 обзора)                     |
| Иноязычные издания    |                                        |
| Издание               | Оценка                                 |
| 1UP.com               | B+ (80 %)                              |
| ActionTrip            | 9,1/10                                 |
| Edge                  | 90 %                                   |
| Eurogamer             | 9/10                                   |
| Game Informer         | 9/10                                   |
| GamePro               | 4,75/5                                 |
| GameRevolution        | A- (91 %)                              |
| GameSpot              | 9,5/10                                 |
| GameSpy               | 4,5/5                                  |
| GameTrailers          | 8,8/10                                 |
| IGN                   | 9,4/10                                 |
| PC Gamer (UK)         | 92 %                                   |
| PC Gamer (US)         | 98 %                                   |
| PC Zone               | 92 %                                   |
| X-Play                | 3/5                                    |
| GamesMaster           | 89 %                                   |
| EGC Games             | 88/100                                 |
| Русскоязычные издания |                                        |
| Издание               | Оценка                                 |
| Absolute Games        | 84 %                                   |
| PlayGround.ru         | 9,0/10                                 |
| «Игромания»           | 9,0/10                                 |
| «Страна игр»          | 9,5/10                                 |

Американская версия журнала PC Gamer в рождественском выпуске 2007 года оценила Crysis на 98 %. Эта оценка является одной из самых высоких, которые журнал когда-либо присуждал. По мнению редакторов журнала, Crysis — проект одного уровня с Half-Life 2 и Sid Meier's Alpha Centauri. Британское издание журнала, в свою очередь, присудило игре 92 %, описывая игру как «захватывающую и красивую научно-фантастическую эпопею».
Всемирно известный популярный игровой ресурс GameSpot очень положительно и тепло отозвался об игре, дав ей высокую оценку в 9,5 баллов из 10. Журналист Джейсон Окампо, писавший обзор игры, похвалил динамический и непредсказуемый шутерный геймплей, несравненную графику и разрушаемое окружение, высокий уровень реиграбельности и ошеломительное общее исполнение игры. Также журналист тепло отозвался о мультиплеерном режиме «Power struggle», назвав его смесью из Battlefield, Counter-Strike и возможностей нанокостюма. К минусам обозреватель причислил отсутствие мультиплеерного режима «team deathmatch», незаконченную сюжетную кампанию и высокие системные требования. «Crysis является визуально ошеломительной игрой, которая наполнена захватывающим и интеллектуальным геймплеем, и просто является одним из самых лучших шутеров из когда-либо сделанных», — вердикт обозревателя.
Журналисты сайта IGN поставили игре оценку 9,4 из 10 баллов. Обозреватели похвалили графику, заявив, что даже на не самых высоких настройках и Direct3D 9 игра не имеет конкурентов. Журналисты оценили масштабируемость игрового движка и возможность приспособить настройки игры под компьютеры с разными конфигурациями. Также обозреватели положительно отозвались о мультиплеере, хотя заявили, что он «не сможет отвлечь игроков от их любимых мультиплеерных игр». Положительно был оценён геймплей, который «хорошо спроектирован и имеет достаточно опций, чтобы позволить игрокам использовать свой собственный стиль атаки и наслаждаться возможностями костюма и оружием». Вердикт обозревателей: «В целом, Crysis является ещё одной победой для Crytek и одной из тех игр, которые являются бо́льшим, чем сумма их частей».
Eurogamer в своей рецензии поставил игре 9 баллов из 10 возможных. В рецензии журналист очень восхищался графикой и технологичностью игры, большими пространствами и свободой. Также он указал на значительную реиграбельность игры, которая обеспечивается свободным геймплеем, дополнительными целями и большим игровым пространством. «Crysis очень качественно сконструирован, он как высокоточный механизм или немецкий автомобиль», — заявил обозреватель. Также обозреватель описал и оценил мультиплеерный режим «Power struggle», заявив, что он «чрезвычайно надёжен и обеспечивает огромное открытое поле действий для организованной работы команды, а также даёт возможность развивать разные тактики, — многофункциональность нанокостюма лишь способствует этому». Однако журналист выразил сомнение по поводу того, что мультиплеерному режиму Crysis удастся завоевать заметную часть рынка. Журналист отмечает, что мультиплеер из Crysis не может соперничать с такими специализированными играми, как Enemy Territory: Quake Wars и Team Fortress 2, и в то же время он (режим «Power struggle») слишком сложен для массовой аудитории. Реализация пришельцев в игре, согласно обозревателю, неплоха и даже отчасти интересна, но не может «нагнать» тот страх и атмосферу, какая была запланирована. Также к минусам было причислено то, что некоторые части и возможности игры потрачены впустую, а дизайн уровней мог бы быть более напряжённым и сконцентрированным.
Игровой сайт GameSpy поставил игре оценку в 4,5 из 5 баллов, положительно оценив «невероятное зрелище, динамический открытый геймплей и ощущения супермена». К минусам журналисты отнесли «серьёзные» системные требования, менее ограниченную в свободе вторую часть игры и некоторые баги. Также обозреватели оценили мультиплеер игры. Они положительно отозвались о режиме «Power struggle», однако при этом указали на то, что мультиплеер содержит множество ошибок, багов и недоработок, а также сильно подвержен читам. «Это определённо одна из самых значительных игр 2007 года», — подытожили журналисты.
В своей игровой передаче X-Play канал G4TV дал игре довольно низкую оценку в 3 из 5 баллов, обозначив проект Crytek в «Праздничном гиде покупателя». Обозреватели положительно отметили «прекрасную» графику, обширные открытые игровые пространства, а также описали игру как новый «бенчмарк для ПК». К недостаткам были причислены плохой игровой ИИ, не вдохновляющий дизайн уровней, случающиеся ошибки в графике и физике, изрядные системные требования, слабый мультиплеер и ужасную сюжетную историю. Вердикт обозревателей: «Наиболее неприятным является то, что в Crysis есть незадействованный потенциал. Любой, кто провёл достаточно времени с редактором Sandbox 2, знает, что CryEngine 2 имеет способности для осуществления внушительной физики, „взрывающих мозги“ взрывы, и большой перечень других вещей и свойств, которые не используются в самой игре. По сравнению со множеством других шутеров от первого лица Crysis нуждается в большем, чем симпатичное лицо, для конкуренции с другими играми».
Игровой сайт GamePro поставил Crysis довольно высокую оценку в 4,75 балла из 5 (95 %). Обозреватели причислили к достоинствам игры «невероятную графику и передовую технологию, которая представляет следующий уровень ПК-гейминга». Также журналисты положительно отозвались о способностях нанокостюма, который улучшает открытый геймплей игры, и заявили, что игровой искусственный интеллект в Crysis является одним из самых лучших из всех когда-либо созданных. К недостаткам причислили то, что, не имея высокопроизводительного ПК, пользователи не смогут ощутить все игровые ощущения. Причём журналисты отметили завышенные системные требования как единственный серьёзный недостаток игры. «Кому нужны Гавайи, когда можно увидеть такое? <…> Когда вы последний раз апгрейдили свою систему? Это не имеет значения, так как вам придётся сделать это снова: этого требует Crysis. Но поверьте нам, игра таки сто́ит каждого потраченного вами пенни!» — подытожили обозреватели.
Игровой сайт 1UP.com поставил игре оценку B+ (80 %). Журналист положительно оценил мультиплеерный режим «Power Struggle», графику и исполнение динамичной и интерактивной системы растительности, которая придаёт игре атмосферу. Также положительно был оценён открытый геймплей. Кроме того, журналист похвалил уровень в инопланетном корабле, который вносит «изюминку» в игру. Однако к минусам были причислены плохой, условный и неоригинальный сюжет, излишние скрипты и условности, особенно на уровне «Ascension».
GameTrailers поставил игре 8,8 баллов из 10. Журналисты очень хвалили графику, однако негативно отозвались о высоких системных требованиях игры. Также положительно были оценены игровой ИИ ботов, огромные открытые уровни, возможности нанокостюма, проработка оружия и окружающего мира. «Нет никакого сомнения, что, даже работая на Direct3D 9 и средних настройках качества, графика и физика игры, от снежных хлопьев до листвы, являются великолепными, но для всех, кто не потратил $5 000 в прошлом месяце на новый компьютер, игра не будет той революцией, о которой говорили», — объяснили рецензенты. «Графика редко делает игру судьбоносной, и с Crysis как раз произошёл такой случай. Открытый игровой дизайн идёт вместе с функциями нанокостюма, предоставляя игроку разнообразие хитрости, атаки и скорости, что не даёт игроку скучать», — подытожили журналисты.
Журналист сайта Game Revolution, который поставил игре оценку А- (91 %), начал свою рецензию с таких слов: «Я могу просто сказать: Crysis превосходен. От самого начала и до конца он предоставляет цельные игровые ощущения. Открывающая кат-сцена — и вы уже в ловушке. Вы будете беспрерывно играть ночь напролёт до тех пор, пока ваши глаза неожиданно не взбунтуются. После пробуждения, первой вещью, о которой вы подумаете, будет неоконченная перестрелка в игре, а не еда или другие потребности». Обозреватель очень восторженно отозвался об игровой графике, «восхитительной» физической модели, отличном пользовательском интерфейсе, удобном управлении и открытом геймплее, который предлагает множество путей для решения ситуации. К минусам были причислены слабый сюжет и особенно плохая сюжетно концовка. «Crysis является одной из тех игр, которую полюбят серьёзные и хардкорные игроки; люди, которые любят линейные и управляемые ощущения, будут недовольны. Если вы хотите игру с быстрым экшеном, огромными масштабами, ошеломляющей графикой и интеллектуальным геймплеем, то Crysis как раз для вас», — вердикт обозревателя.
Обозреватель сайта Game Informer, выставивший игре 9 баллов из 10, особенно подчеркнул схожесть геймплея Crysis и геймплея его предшественника Far Cry. Он указывает, что хотя геймплей и улучшился большей площадью игровых пространств, настраиваемым оружием и особенно возможностями нанокостюма, однако он всё равно остаётся похожим на Far Cry. Журналист похвалил искусственный интеллект ботов, однако отметил то, что боты имеют множество программных ошибок и сбоев, а также имеют слишком большую стойкость. О миссии в инопланетном корабле журналист отозвался негативно. Очень положительно были оценены проработка игрового мира, интерактивная растительность и внимание к деталям. О графике журналист выразился коротко: «Вы не найдёте лучше выглядящую игру на планете». «В конце концов, Crysis предлагает примерно те же самые игровые ощущения, что и его предшественник — Far Cry. Сэндбокс-геймплей является одним из лучших в жанре, а длинная одиночная кампания в значительной степени восполняет сомнительный мультиплеер», — сделал выводы рецензент.

### Обзоры игры в русскоязычной прессе
Крупнейший российский портал игр Absolute Games поставил игре 84 %. Обозреватели отметили превосходную графику, свободный геймплей, интерактивность и особенности нанокостюма. К недостаткам были отнесены слишком высокие системные требования, ошибки физической подсистемы, слабый искусственный интеллект ботов и слабый сюжет. Вердикт: «По сути, это — Far Cry до появления вооружённых обезьян, плюс шедевр научной мысли — „умный“ нанокостюм».
Страна Игр поставила игре 9.5 из 10-ти баллов. К достоинствам были причислены графика, возможности нанокостюмов, система настройки оружия и «свободный» геймплей. К недостаткам отнесли сюжет, высокие системные требования, небольшой выбор сетевых режимов. Вердикт: «Отличное продолжение к Far Cry, пусть и без слова „Far“ в названии. Первый претендент на звание „FPS года“».
Журнал Игромания поставил игре 9 баллов из 10-ти, сделав следующее заключение: «Безусловно, Crysis — не идеальная игра. Ей не удаётся быть до конца интересной, сюжет чересчур напыщен, а некоторые моменты слишком затянуты. Но! Несмотря на эти мелочи, Crysis — определённо Игра».
Дочерний ресурс iXBT.com, посвящённый играм — GameTech — довольно негативно отозвался об игре. К недостаткам были причислены плохо проработанный искусственный интеллект ботов, плохо настроенный физический движок, плохо сбалансированные возможности нанокостюма, неинтересная, скучная и единообразная первая, «корейская», часть игры, неудачная вторая часть игры, скучная и предсказуемая сюжетная линия. К преимуществам были отнесены многопользовательский режим, передовая графика, досконально проработанная природа тропических островов, великолепный дизайн инопланетного корабля и удобный интерфейс.
3DNews довольно благосклонно отнёсся к игре. Особенно положительно была отмечена графика («просто бомба, атомная…»). Также обозреватели отметили динамичный и увлекательный одиночный геймплей, «раздвоенный» дизайн игры, возможности нанокостюма и разрушаемость. Вердикт обозревателей: «В целом, можно смело сказать, что проект удался. Это — не революция в жанре и никакой не переворот. Просто Crysis поднимает понятие „шутер“ на качественно новый уровень. […] Однако ощущение, что перед нами всё тот же старый добрый Far Cry, но в новом антураже, не оставляет ни на минуту. […] Отличный экшн XXI века, но никакой не прорыв».
CNews 21 ноября 2007 года предоставил рецензию на игру Crysis, поставив ей оценку 8.8 из 10 баллов (статус: отлично). Журналисты особенно позитивно отметили графический движок, но вместе с тем негативно отозвались об очень высоких системных требованиях: «На данный момент более красивой игры, чем Crysis, нет и, возможно, в ближайшее время не будет. […] Даже в DX9-режиме у CryEngine 2 нет реальных конкурентов, на ультравысоких настройках (DX10) движитель может посмеяться не только над вашим удивлённым лицом и отвисшей челюстью, но даже в чём-то над CGI-фильмом „Беовульф“ и (в первую очередь) над вашим железом. Топовая конфигурация, не топовая — все равны, игра тормозит везде. […] Это игра, красотой которой можно восхищаться и можно будет восхищаться через годы на апгрейднутом компьютере». Негативно были отмечены банальный сюжет и его «оборванная» концовка, слабый искусственный интеллект. Позитивно были оценены свободный геймплей, возможности нанокостюма, весёлый мультиплеер, высокий уровень реиграбельности и очень интерактивная и разрушаемая среда. Итого, вердикт обозревателей: «Если поставить Crysis рядом с другими FPS и присмотреться внимательно, то станет совершенно очевидно, что перед нами весьма качественный и зрелищный боевик, который страдает, как и подавляющее большинство коллег, глупостью».
Русскоязычный игровой сайт и сервер PlayGround.ru 4 декабря 2007 года написал рецензию на игру, оценив её в 9 баллов из десяти. В общем обозреватели довольно положительно отозвались об игре, особенно отметив графику, присудив ей 10 баллов — максимальную оценку. Также очень хорошо были оценены геймплей (8 баллов) и интерфейс (9 баллов). Из слабостей игры были отмечены плохой, простой и неинтересный сюжет, слабые ИИ-противники. «Короткий, бессюжетный и под конец сумбурный Crysis — безусловно, знаковый шутер современности. Потрясающе красивый, разнообразный и эффектный, он будет проходиться и обсуждаться ещё множество раз…» — подытожили журналисты.
PCnews поставил игре 8 из 10-ти баллов, особенно отметив графику, физическую интерактивность и динамический геймплей. Итог: «Хороший шутер с отличной графикой».

### Награды игры

#### Награды, присуждённые игре до её выхода
23 мая 2006 года на выставке E3 2006 игра Crysis получила следующий список наград от разных сайтов и обозревателей:
| Обозреватель | Название награды                           | Объяснение                                    |
| ------------ | ------------------------------------------ | --------------------------------------------- |
| 1UP          | «Best Visuals»                             | Лучшее визуальное качество                    |
| GameSpy      | «Top 10 PC Game»                           | Десятка лучших ПК-игр                         |
| GameSpy      | «Best Graphics»                            | Лучшая графика                                |
| Gametrailers | «Best PC Game»                             | Лучшая ПК-игра                                |
| Gametrailers | «Best Graphics»                            | Лучшая графика                                |
| Gametrailers | «Best Shooter»                             | Лучший шутер                                  |
| IGN          | «Best PC FPS Game»                         | Лучший шутер от первого лица для ПК           |
| IGN          | «Best Technical Graphics PC»               | Лучшая техническая графика на ПК              |
| IGN          | «Technological Excellence PC»              | Технологическое превосходство на ПК           |
| IGN          | «Best FPS (overall)»                       | Лучший шутер (все платформы)                  |
| IGN          | «Best Graphics Technology (overall)»       | Лучшая графическая технология (все платформы) |
| GameSpot     | «Best Graphics»                            | Лучшая графика                                |
| GameSpot     | «Best Shooter» (Nominee)                   | Лучший шутер (номинация)                      |
| GameSpot     | «Best PC Game» (Nominee)                   | Лучшая ПК-игра (номинация)                    |
| Gametrailers | «Best of Show» (Nominee)                   | Лучший показ на выставке (номинация)          |
| 1UP          | «Best PC Game E3 2006» (Nominee)           | Лучшая ПК-игра на E3 2006 (номинация)         |
| 1UP          | «Best Shooting Game E3 2006» (Nominee)     | Лучшая стрелялка на E3 2006 (номинация)       |
| IGN          | «Technical Excellence (overall)» (Nominee) | Техническое превосходство (итог)              |
| IGN          | «PC Game of the Show» (Nominee)            | Лучшая ПК-игра на мероприятии (номинация)     |
| IGN          | «Best of Show» (Nominee)                   | Лучший показ на выставке (номинация)          |

1 августа 2007 года на выставке E3 2007 игре Crysis была присуждена награда 2007 «Game Critics Award „Best PC Game“» (с англ. — «Награда игровых критиков “Лучшая ПК-игра”»).
27 августа 2007 года на выставке Games Convention 2007, проходившей в Лейпциге, игра Crysis получила основную награду выставки — «Best of GC» (с англ. — «Лучшая игра на Games Convention») в категории «Игры для ПК». Об игре жюри заявили следующее: «Разработанный в Германии, Crysis является волнующим футуристическим сражением против инопланетных захватчиков. CryEngine 2 устанавливает новые технологические стандарты с захватывающими дух спецэффектами. Интеллектуальные противники делают вызов даже самым опытным игрокам».

#### Награды, присуждённые игре после её выхода
GameSpot удостоил Crysis награды «Лучшая игра в жанре шутер» (англ. Best Shooter Genre Award), отмечая, что игра «развивает свободный геймплей, ставя его на новый уровень — цели можно достигнуть любым способом, который только пожелаешь». Gamespot также оценил Crysis наградой «Лучшая графика: Самая лучшая и технологичная ПК-игра» (англ. Best Graphics: Technical and Best PC Game), заявляя при этом: «Перестрелки в игре красивы и чрезвычайно интенсивны. Crysis — это динамичная игра; вы можете переигрывать её по несколько раз, чтобы находить новые детали и экспериментировать с различными подходами к прохождению».
В обзоре Crysis журналисты сайта GameSpy вручили игре награду «Editor’s Choice» (с англ. — «Выбор редактора»).
PC Gamer в мартовском выпуске «Games of the Year Awards» удостоил Crysis наградами «Игра года» (англ. Game Of The Year) и «Экшн года» (англ. Action Game Of The Year). PC Gamer также отметил: «Crysis поднял игры для PC на новую планку, объединившись с самым передовым графическим движком из когда-либо созданных, а также с феноменальным геймплеем. Crysis гипнотизирует, начиная от кинематографического вступления и заканчивая финальными титрами».
Редактор IGN Дэн Адамс (англ. Dan Adams), обозревавший Crysis, наградил проект персональной наградой «Выбор редактора» (англ. Editors' Choice Award).
Немецкий игровой сайт gamezone.de в своём обзоре игры Crysis вручил свою награду «GameZone Gameplay Award Gold» (с англ. — «Золотая награда геймплея»). Кроме того, обозреватели оценили игру в 9,5 из 10 баллов со статусом «Гениально».
31 декабря 2007 года на российском игровом веб-сайте и сервере PlayGround.ru проходила церемония награждения лучших игр 2007 года по жанрам. Причём лучшую игру по каждому жанру выбирали и редакция сайта, и читатели. В итоге читатели выбрали Crysis как лучшую игру в жанре «First-person action», а компанию Crytek — как лучшего разработчика года. В номинации «Графика года» и редакция, и читатели единодушно проголосовали за Crysis. Кроме того, читатели присудили Crysis награду «Игра года», которая присуждается самым лучшим играм по всем жанрам.
На русскоязычном сайте GameTech Crysis выиграл награду «Лучшие технологии 2007».
Журналисты известного российского сайта CNews в своей рецензии на игру Crysis 21 ноября 2007 года присудили игре награду «Наш выбор».
9 декабря 2007 года на премьере «Video Game Awards 2007» игра Crysis была номинирована в трёх категориях: «Игра года», «Технологический прорыв года» и «Лучшая игровая графика». В итоге Crysis получила награду «Лучшая игровая графика».
Крупный англоязычный электронный журнал и веб-сайт Bit-tech, посвящённый ИТ и индустрии компьютерных игр, 18 декабря 2007 года подводил итоги 2007 года по играм и присуждал награды «bit-tech’s Top 10 Games of 2007» самым лучшим играм этого года по всем жанрам и платформам. В этой номинации Crysis получил четвёртое место. «Для тех, кто ждал от Crysis революцию в игровой индустрии и кто нашёл, что игра, по существу, является более симпатичной версией Far Cry, Crysis будет разочарованием. Тем не менее, Crysis является фантастической игрой в её собственном виде, несмотря на её наследие и частые колебания индивидуальных аспектов», — заявили обозреватели bit-tech.net.
Оглашая десятку самых лучших компьютерных игр 2007 года по всем жанрам и платформам, известный российский игровой журнал «Игромания» поместил Crysis на второе место списка (первое место досталось BioShock). Журналисты заявляют: «…Crysis сделал для жанра шутеров столько, сколько ни один другой проект в этом году (за исключением Portal, пожалуй) <…> Этой игре, похоже, уготована незавидная судьба — решив ряд важнейших жанровых проблем, она открыла целый пласт новых, за которые её не преминули пнуть ногой в бок <…> Crysis обязательно нужно увидеть. Это — будущее интерактивных электронных развлечений, и не ознакомиться с ключевой игрой 2007 года будет просто глупо».
Подводя итоги 2007 года по спецноминациям, журналисты «Игромании» вручили игре Crysis награду «Лучшая графика», присвоив ей звание «фотореалистичный шутер». Журналисты заявляют:
Технически Crysis настолько отстоит от всех прочих игр, выходивших в этом году на PC, что двух мнений у нас быть не могло. <...> С другой [стороны] — мир явно оказался не готов к Crysis и его красотам. <...> Crysis действительно нужны все эти ресурсы. <...> Crysis рванул жанр вперёд по стольким показателям, что его просто нельзя игнорировать. <...> Те, кто запустил Crysis на средних или минимальных настройках, побегал два часа, свалился с обрыва и пошёл к нам на форум строчить гневное сообщение, очень напоминают героя старого анекдота, который «Битлз» не слушал, но осуждает, потому что ему друг по телефону напел.
27 февраля 2008 года на международном игровом мероприятии Game Developers Conference 2008 игре Crysis на церемонии «Game Developers Choice Awards Ceremony» была присуждена награда «Best Technology Award» (с англ. — «Лучшая технология»). В этой категории Crysis соревновалась с такими играми, как Halo 3, Call of Duty 4: Modern Warfare, Portal и Assassin's Creed и обошла их все.
28 марта 2008 года на мероприятии «IDG Entertainment Media GmbH Gala», которое проводилось в Лейпциге, игра Crysis получила награду «GAME STAR 2007» (с англ. — «Игровая звезда 2007»). Более чем 12 500 фанатов отдали свои голоса в сетевом обзоре, который был проспонсирован популярными немецкими онлайновыми журналами GameStar и GamePro. В итоге Crysis был признан «PC Game of the Year 2007» (с англ. — «Лучшая ПК-игра 2007 года») и «Best Shooter 2007» (с англ. — «Лучший шутер 2007 года»), обойдя таких соперников, как Call of Duty 4: Modern Warfare, Mass Effect и Assassin's Creed. «Инновационная реалистичная графика Crysis, удивительный звук и впечатляющая внутриигровая атмосфера устанавливают новый стандарт в индустрии компьютерных игр», — заявил Майкл Трайр (англ. Michael Trier), главный редактор журнала GameStar.
24 апреля 2008 года на австрийской игровой церемонии 2008 (англ. Austrian Game Choice Awards Ceremony 2008), которая проходила в Вене, игре Crysis была присуждена награда «Best Graphics Award 2008» (с англ. — «Лучшая графика 2008»). Эту церемонию посетили более 300 разработчиков игр. «Austrian Gamers Choice Award» (с англ. — «австрийская награда “Выбор игроков”») — уникальная награда, которую присуждают миллионы игроков, которые голосуют за свою любимую игру, начиная с 15 января каждого года.
3 декабря 2008 года компания Crytek в Эссене (англ. Essen), Германия выиграла 4 награды «Deutscher Entwicklerpreis 2008» (англ. „German Developer Awards“). Эту награду присуждают только немецким разработчикам компьютерных игр, которые создали выдающиеся игры и выпустили их не раньше 12 месяцев от момента награждения. Crytek выдвигалась семь раз в пяти категориях и выиграла следующие награды: игра Crysis получила награды «Best German PC Game» (с англ. — «Лучшая немецкая ПК-игра») и «Best Game Design» (с англ. — «Лучший игровой дизайн»); игры Crysis и Crysis Warhead выиграли «Best In-Game Graphics» (с англ. — «Лучшая внутриигровая графика»); компания Crytek получила награду «Studio of the Year» (с англ. — «Разработчик года»).

6 августа 2009 года журналисты сайта IGN.com составили список 25 лучших ПК-игр за всю историю человечества. В этом списке Crysis занял 17 место, обойдя такие игры, как Doom, Diablo, Fallout, Deus Ex и другие. «Игра предоставляет невероятно захватывающие игровые ощущения, которые только увеличиваются; начиная от роскошной танковой баталии, которая проходит в момент разрушения острова, и заканчивая воздушными моментами, когда вы должны уклоняться от торнадо и одновременно принимать воздушный бой», — описали свой выбор журналисты.

### Критика высоких системных требований
После выхода Crysis все обозреватели отметили очень качественную и реалистичную графику. Однако столь сложный графический движок требовал соответствующих аппаратных ресурсов, которые на время выхода игры отсутствовали. Из-за этого Crysis подвергся многочисленной критике именно из-за своих высоких системных требований. На самых высоких настройках графики — «Very High» — игра была неиграбельной на любой конфигурации 2007 года.
Обозреватели GameTech пишут в рецензии: «Игра разрабатывалась, так сказать, „на вырост“ — увидеть её во всей красе и с достойной производительностью можно будет только на следующем поколении видеокарт. Или через поколение — как повезёт».
Обозреватели журнала «Игромания» также описали системные требования: «В то время как обладателям чавкающих рабочих лошадок подсунули свинью — запустить и поиграть-то они могут, но получить те самые ощущения технологической феерии, из-за которых и стоит, по сути, пробовать Crysis, — нет. <…> Самое смешное, что на уровне графики Extreme, как признался Джеват Ерли, запустить игру пока просто невозможно — подходящей конфигурации нет».
«Движок CryENGINE2, на котором построена игра, слишком хорош для 2007 года. Может, к 2009-му средний игровой компьютер и доберётся до нужных мощностей, а сейчас графика, которую вы видите на скриншотах, доступна только владельцам самых передовых видеокарт», — пишут авторы журнала «Страна Игр».
Бен Крошоу, игровой рецензент сайта «The Escapist», в своём видеообзоре Zero Punctuation игры Crysis заявил, что настройки «Very High» предназначались для «какого-то гипотетического компьютера будущего. Из космоса». Однако он впервые похвалил графику в игре (до этого он никогда не хвалил графику ни в одной игре) и заявил, что «вывалил свой язык от визуальной составляющей» (англ. "smacked his gob at the visuals").
GameTrailers исключили Crysis из своего соревнования «Лучшая графика 2007», потому что «им потребовалась неделя для апгрейда своих компьютеров», что они сочли «неприемлемым».
На игровой выставке Games Convention Asia 2008 в интервью с журналистом сайта GameSpot Джеват Ерли ещё раз высказался на счёт критики системных требований Crysis: «… Это является неправильным представлением. Наше намерение состояло в том, чтобы масштабировать Crysis для будущего. Это неотъемлемо означает, что когда вы будете пытаться играть в Crysis на максимальных настройках, то игра будет идти медленно даже на самом мощном ПК. <…> Это неправильное представление стало обратной реакцией, которая ударила по нам и по нашему доброжелательному намерению. Оно заключалось в том, чтобы игра служила игроку года́, а не устаревала сразу же после своего выхода. Когда я играю в какую-либо игру, а потом снова играю её уже через год, она кажется мне устаревшей. Конечно, ядро геймплея не устаревает, однако визуально игра устаревает очень быстро. Я хотел удостовериться, что геймплей и графика игры „растут“ вместе с вами. Таким образом, намерение было доброжелательным, но была негативная обратная реакция, потому что люди постоянно хотели выжать из игры максимум. Ретроспективно, я думаю, было бы лучше, если бы мы изначально заблокировали самые максимальные графические настройки, а потом, когда бы появилось и стало доступным более мощное аппаратное обеспечение, выпустили бы патч, который эти настройки разблокировал бы. Тогда люди столько не верещали бы только от того, что они не могут играть на максимуме. Было очень тяжело, потому что люди говорили, что мы должны делать игры не для будущего, а для настоящего. Я не соглашусь — я игрок, и я всегда буду предпочитать игру, которая будет „расти“ вместе со мной».

## Наследие
Crysis был анонсирован как первая игра в трилогии. Ожидалось, что сиквел начнётся с того места, где закончилась первая игра. После регистрации торговой марки Crysis компания Crytek зарегистрировала в United States Patent and Trademark Office следующие торговые марки: Crysis Wars, World in Crysis и Crysis Warhead. Несмотря на возможность разработки сиквела к игре, GameSpot заявил, что эти торговые марки могут ничего не значить. Позже стало известно, что Crysis Warhead — это название дополнения к Crysis. 19 мая 2008 года Crytek зарегистрировала ещё одну торговую марку — Crysis Warzone и приобрела доменное имя crysiswarzone.com. 25 июля 2008 года появились, а впоследствии и подтвердились известия о том, что Crysis Wars является названием автономной мультиплеерной игры, которая входит в состав Crysis Warhead.
4 июня 2008 года на главном веб-сайте Crysis было размещено тизерное изображение новой игры от Crytek — Crysis Warhead. 5 июня 2008 года игра была официально анонсирована на официальном сайте поддержки CryMod.com и на официальном сайте компании Crytek. Crysis Warhead был разработан Будапештским филиалом Crytek — Crytek Budapest совместно с основной компанией во Франкфурте. Протагонистом в игре выступает один из главных персонажей Crysis — Майкл Сайкс с позывным именем Псих. События в игре развиваются параллельно оригиналу. Игра была выпущена только для Windows, несмотря на отказ разработчиков от эксклюзивности игр для персональных компьютеров. В составе Crysis Warhead присутствует Crysis Wars — полностью автономная и отделённая от Crysis Warhead многопользовательская игра, в которую разработчики полностью перенесли весь мультиплеер.
Несмотря на желание разработчиков сделать Crysis Warhead своеобразной работой над ошибками Crysis, дополнение Crysis Warhead в прессе получил более низкие оценки, чем первоначальный Crysis.
Ещё в разных интервью, которые были задолго до выхода Crysis, разработчики намекали, что Crysis будет иметь продолжения. 15 ноября 2007 года Джеват Ерли официально заявил, что Crysis — это первая часть запланированной трилогии. В конце ноября 2007 года появилась новость от главного аниматора Crytek Стивена Бендера (англ. Steven Bender). Он коротко рассказал об улучшениях в графической и технологической составляющих новой игры, а также о сюжете.
15 января 2008 года на фанатском сайте inCrysis.cz появились несколько предполагаемых скриншотов Crysis 2, их появление освещалось в игровой прессе, а Crytek не подтвердила и никак не прокомментировала достоверность этих изображений. Тем не менее позднее было выявлено, что данные скриншоты взяты из пользовательской модификации к Crysis.
Уже после анонсирования дополнения Crysis Warhead разработчики заявили, что от его продаж всецело будет зависеть судьба Crysis 2.
На выставке Games Convention Asia 2008 журналист игрового сайта GameSpot Рэндольф Рамси (англ. Randolph Ramsay) взял довольно обширное интервью у Джевата Ерли. В этом интервью Ерли говорил о графике будущего, о критике высоких настроек у Crysis и, возможно, о Crysis 2.

Вопрос: Вы упомянули, что следующая игра следующего поколения от Crytek выйдет в 2009 году. Что это значит?
Ответ: Это значит то, что вы не увидите это в форме коммерческой игры. Мы можем показать это на конференциях и заранее начать лицензирование. Я подразумевал, что мы не увидим продажи игр до 2012 года, потому что для того, чтобы выпустить игру следующего поколения в 2012 году, нам необходимо начать разработку в 2009/2010 годах. То есть, мы должны начать следующее поколение сейчас. Мы закладываем основание, исследуя базовые принципы, прямо сейчас. Таким образом, мы начнём в 2009 году; возможно, начнём раскрывать подробности на конференциях в 2010 году; и в 2012 году, вероятно, выпустим первую игру.
Оригинальный текст (англ.)Question: You've mentioned that the next-gen for Crytek starts in 2009? What does that mean?

Answer: What that means is none of it will be visible in a commercial game. We may disclose it at conferences and start licensing beforehand and whatnot. What I mean is we won't see games ship until 2012, because for a next-gen game to ship then, we have to start developing in 2009/10. So we have to start the next-gen now. We are laying the groundwork by researching the fundamentals right now. So we'll start in 2009, probably start disclosing it at conferences in 2010, and 2012 will probably be when the first title ships.

Игра была официально анонсирована 1 июня 2009 года и вышла 22 марта 2011 года в Северной Америке, 24 марта 2011 года в Европе и 25 марта 2011 года в Австралии для платформ ПК, Xbox 360 и PlayStation 3. В игре использован игровой движок CryEngine 3.

### Киноадаптация
10 февраля 2008 года сооснователь и исполнительный директор Crytek Джеват Ерли на выставке Imagina 2008 3D Technology Conference официально объявил о планах на снятие фильма-экранизации по мотивам игры Crysis:

Фильм по мотивам Crysis у нас уже давно в планах. И на данный момент мы в активных переговорах со съёмочной командой. К концу года мы планируем решить этот вопрос.